# Yumbel Trilahue Airport
Yumbel Trilahue Airport är en flygplats i Chile.   Den ligger i provinsen Provincia de Biobío och regionen Región del Biobío, i den södra delen av landet, 400 km söder om huvudstaden Santiago de Chile. Yumbel Trilahue Airport ligger 130 meter över havet.
Terrängen runt Yumbel Trilahue Airport är platt, och sluttar västerut. Närmaste större samhälle är Cabrero, 11,1 km norr om Yumbel Trilahue Airport.
I omgivningarna runt Yumbel Trilahue Airport växer i huvudsak städsegrön lövskog. Runt Yumbel Trilahue Airport är det ganska glesbefolkat, med 43 invånare per kvadratkilometer.